# Københavns historie
Københavns historie kan føres tilbage til omkring år 700, hvor der lå et mindre fiskerleje, hvor Københavns centrum nu er. Den skriftlige historie begynder, da Absalon i 1100-tallet byggede sin borg ved Havn. Byens beliggenhed kan økonomisk forklares med sildefiskeriet i Øresund og den dermed forbundne handel. Fra 1500-tallet blev byen Danmarks rigeste og mest betydningsfulde, bl.a. illustreret med etablering af Danmarks første universitet. Statussen som den mest betydningsfulde by er blevet fastholdt lige siden. Byen blev også Danmarks hovedstad, hvad der også medførte økonomisk aktivitet. I 1600-tallet skete en stor udbygning under Christian 4. med bl.a. Børsen og Rundetårn, han sørgede derudover også for at fordoble byens areal med bl.a. Nyboder og Christianshavn.
I 1800-tallet var København centrum for Den danske guldalder, som var en kulturel opblomstringstid med hovedfigurer som H.C. Andersen, Søren Kierkegaard og Bertel Thorvaldsen.
I de første over 1.000 år var København omgivet af volde, der skulle bruges i forsvaret af byen. I løbet af 1800-tallet begyndte disse at blive umoderne, og de hindrede byens vækst. Da voldene blev nedbrudt i 1850'erne, skete der en enorm vækst, hvor der omkring år 1800 havde boet 100.000 indbyggere voksede dette til 500.000 omkring år 1900 og 1 mio. i 1950'erne. Denne vækst var kun mulig via en geografisk udvidelse og København udvidede sig kraftigt og opslugte en række omkringliggende landsbyer, som Valby og Gladsaxe, og byen dækker i dag en stor del af det nordøstlige Sjælland – et forhold, der kun delvis afspejles i den administrative opdeling. Efter en økonomisk nedgangstid i slutningen af det 20. århundrede har byen siden midten af 1990'erne oplevet økonomisk og kulturel fremgang med anlæggelsen af Københavns Metro og Ørestaden som et synligt vendepunkt. Byen står nu stærkere både nationalt og internationalt og er flere gange blevet kåret som en af de bedste byer at leve i.

## Det oprindelige landskab
Landskabet omkring København er opstået efter den seneste istid, som efterlod området som et fladt og lavtliggende morænelandskab med spredte bakkedrag, som ses ved f.eks. Valby og Brønshøj. Mod nord er det mere bakket med ådale, og mod syd fladere og mere sandet.
De centrale dele af København fordeler sig på tre højereliggende områder; det nuværende indre København, Valby/Frederiksberg og Nørrebro/Østerbro. Herimellem og udenom var der fugtige dalsænkninger, som i varierende grad har været gennemløbet af åer: Harrestrup Å i vest, som løber ud i Køge Bugt igennem den nuværende Damhussø, Rosbæk Å mod øst, som mundede ud ved Hellerup, og endelig er der de nuværende Søerne, som hovedsagelig blev afvandet gennem en sænkning mod syd ved Kalvebod Strand. Mellem Frederiksberg og Vanløse/Brønshøj gennemskæres landskabet af Grøndalen, hvor Ladegårdsåen nu løber.
Ud for kysten mellem Sjælland og det nordlige Amager lå flere holme, hvoraf den senere Slotsholmen var den største. De lave øer beskyttede farvandet mod bølger og gjorde det til et naturligt sted for en havn.
Der er fundet tegn på menneskelig aktivitet og bopladser i det område som i dag udgør København, som rækker ca. 8.000 år tilbage i historien. Fra perioden omkring 3.000 f.Kr. findes en stendysse i det nuværende Gladsaxe.

## 700-1043: Den første bydannelse
De ældste spor fra bydannelse i det område, der udgør kernen af København, er spor af bådebroer ved Gammel Strand, der daterer sig tilbage til omkring år 700. Disse spor blev fundet i forbindelse med udgravningen til metrostationen ved Gammel Strand. Ved udgravningen til metrostationen ved Kongens Nytorv har man endvidere fundet spor af en gård fra vikingetiden. Lidt senere arkæologiske spor viser spor fra huse i et område, der i dag er omkranset af Mikkel Bryggers Gade, Vestergade, Gammeltorv/Nytorv, samt endelig af Løngangstræde som dengang var strandlinjen. Denne bebyggelse begynder lige før år 1100. Men man har også fundet samtidige spor efter matrikelskel, huse, en smedje, vejforløb mm. ved Kongens Nytorv, som viser, at der også må have været beboelse der allerede på det tidspunkt.
Udover spor af bygninger er der også fundet mange fiskerester, som fortæller, at byen havde en solid forplejningskilde i sildefiskeriet i Øresund, og selv tidlige fund antyder, at der har været handel forbundet med fiskeriet. Selve havnen lå sandsynligvis, hvor Vingårdstræde, lige syd for Skt. Nikolaj Kirke, ligger i dag. Herfra er gået en vej ind i landet langs Købmagergade-strækningen og en vej over mod landsbyen langs Strøget. Ud over fiskeriet har det også været en overfartshavn, som har skabt forbindelse med Skåne.

## 1043-1536: Middelalderen
Middelalderen i Danmark afgrænses af den periode, hvor den romersk-katolske kirke var den officielle kirke. Denne periode var præget af at skiftende konger, ledere og biskopper fra Danmark, Norge og Hanseforbundet ønskede kontrol over byen. Omkring slutningen af denne periode manifesterede København sig som hovedstad i det danske rige.
København omtales første gang i 1043 under navnet Havn (Hafnæ, senere latin Hafnia), da det i Knytlingasagaen berettedes, at Svend Estridsen var flyttet dertil, efter han var blevet slået af Magnus den Gode. I senere kilder bruges navnet Kaupmannahafn eller Saxos Portus Mercatorum, som begge betyder "købmændenes havn", hvorfra det nuværende navn stammer.
Simultant med at byen og havnen voksede frem var der brug for beskyttelse for udefrakommende. Fra midten af 1100-tallet er der fundet spor efter en befæstning, der regnes for Københavns første. Befæstningen bestod i starten kun af en jordvold med en voldgrav foran. Ud fra de nuværende gadenavne startede befæstningen ved Rådhuspladsen, der på daværende tidspunkt lå ved vandkanten. Derfra løb befæstningen op langs Vester Voldgade for at dreje mod nordøst ved den nuværende Nørre Voldgade og dernæst mod sydøst langs Gothersgade For at slutte omkring krydset mellem Holmens Kanal og Niels Juels Gade hvor befæstningen mødte vandet igen. Dette omrids af byen fastholdes i store træk de næste 450 år frem til Christian 4.s udvidelser i 1600-tallet. Voldene har fra starten tre porte mod vest, nord og øst, mod syd lå Slotsholmen, hvor der i samme periode bygges en borg. Portene var Vesterport, som lå omkring den nuværende Rådhusplads, Nørreport, der lå omkring den nuværende Nørreport Station og Østerport, der lå omkring det nuværende Kongens Nytorv.
I 1167 omtales Havn som vicus (landsby), efter 1171 som urbs (by). 1167 markerer også bygningen af den første borg i København, som gjorde at byen kunne blive en reel magtfaktor. Biskop Absalons etablering af borgen var muliggjort med et gavebrev fra 1157. I dette år skænkede Valdemar den Store København og flere omkringliggende landsbyer til sin fosterbroder biskop Absalon. Det oprindelige gavebrev er gået tabt, men på Rigsarkivet ligger et stadfæstelsesbrev fra den daværende pave, Urban 3. udstedt den 21. oktober 1186. Stadfæstelsesbrevet bekræfter, at Havn med andre byer lægges under Roskilde bispestol, men er i Absalons personlige eje indtil hans død. Der fulgte et betydeligt tilliggende med, som bl.a. dækkede Valby, Brønshøj, Virum, Bagsværd, Tårnby og Nærum. Udover borgen sørgede Absalon også for at bygge Vor Frue Kirke, som han kunne indvie omkring år 1200. Byggeriet af kirken udenfor den oprindelige landsby gav afsæt til en voldsom vækst i byen.
Byens størrelse og kristendommens styrke understreges også af, at der allerede i 1200-tallet var fire kirker i København, (Vor Frue, Skt. Peder (nu Skt. Petri), Sankt Clemens og Skt. Nikolai) samt to klostre (Gråbrødreklostret (1238), og Helligåndshuset (1296)).
Med byens voksende betydning voksede også ønsket om at besidde den. Det 13. århundrede var en urolig tid i dansk historie, hvilket kom til udtryk i skiftende bispers og kongers indædte kamp om retten til byen. I 1245 satte Erik Plovpenning sig i besiddelse af København, hvilket medførte dens ødelæggelse af lübeckerne i 1248. Nogle år senere, i 1251, tvang biskop Jacob Erlandsen den pressede kong Abel til at overgive ham byen, og denne biskop gav i 1254 byen dens første stadsret (lovgivning gældende for byen). Stadsretten knyttede dog blot borgerne nærmere til biskoppen. På biskoppens vegne styres København, (som nu er nu blandt de fire største byer på Sjælland, efter Roskilde, Næstved og Kalundborg), af en foged og bl.a. nogle borgere. Fra 1274 består styret af fire rådmænd, og i 1350 nævnes for første gang en borgmester for byen.
De urolige tider fortsatte i Danmark og Norden og i 1259 under kamp mellem kongen og præsteskabet indtoges og plyndredes København af biskoppens allierede, fyrst Jaromar af Rügen. Urolighederne fortsætter og Erik Klipping blev myrdet i 1286 i Finderup lade, og de dømte stormænd flygtede til Norge, hvor den norske konge Erik Præstehader ydede dem beskyttelse. I 1289 drog Erik Præstehaders flåde hærgende gennem Danmark og lagde sig også udenfor København, men flåden angreb dog ikke. Efter den overståede belejring lovede byens borgere biskoppen at forbedre byens befæstning og fik tilstået en udvidet stadsret. En ny stadsret 1294 fra fastslog øgede borgernes afhængighed af biskoppen, og da de tidligere samme år havde forsøgt et oprør i tiltro til, at kongen ville hjælpe, måtte de føje sig og blev 1296 biskoppens arvefæstere, hvor de før havde været selvejende.
De følgende år var igen en urolig tid i Danmarks historie, og i perioden 1332-1340 var landet uden konge. Efter rigets opløsning modtog kong Valdemar København af grev Johan af Holsten og gjorde sig i 1341 til herre over København, og biskoppen overlod derfor midlertidigt byen til kong Valdemar, men først 1346 fik kongen den i sin besiddelse, og i 1350 fik han overdragelsen stadfæstet. I 1359 forlovedes Valdemars datter, Margrete, med kong Håkon af Norge i København, og i 1363 afholdtes en stor bryllupsfest, hvor deres stridigheder blev bilagt. Et angreb fra hansestædernes flåde i 1368 ledte til, at byen blev indtaget og fuldstændig ødelagt; selv borgen blev nedbrudt, og det varede længe, inden København rejste sig.
I 1375 tilbageleveredes byen til biskoppen i Roskilde og antages på det tidspunkt (1380) at have haft omkring 4.000 indbyggere. Fra 1397 blev København ligeledes en af de vigtigste byer i Kalmarunionen, som varede indtil 1523. I 1416 gjorde Erik af Pommern sig til herre over København og tvang Roskildes domkapitel til at afstå sine rettigheder til København. I tiden derefter hørte byen direkte under kongen og blev snart rigets vigtigste by. Som følge af sin betydning blev byen, som en del af en større konflikt angrebet af hansestædernes flåde både i 1427 og 1428. Begge angreb blev afvist, men dog med store tab til følge. Vigtigheden af byen blev befæstet af Eriks efterfølger Christoffer af Bayern, som i 1443 gjorde København til kongens residens. Ligeledes reviderede han den i 1422 udstedte stadsret for byen og valgte byen til ramme for sit bryllup. Også Christoffer var i strid med Hansestæderne og ønskede at mindske deres indflydelse ved at begunstige engelske og nederlandske handelsmænd. Handelen var vigtig for kongen, da det gav mulighed for at inddrive skatter.
Efterhånden voksede byen sig til rigets største og mest betydningsfulde. Selvom byen var den største i Danmark, boede der dog stadig under 5.000 indbyggere i 1500-tallet og dermed kun nogle få hundrede mere end i byer som Ribe og Århus. Betydningen understreges af etableringen af universitetet i 1479, som efter tysk forbillede fik fire fakulteter: Teologi, jura, medicin og filosofi. Koncentrationen af magt fortsatte og omkring år 1510 grundlagde kong Hans orlogsværftet på det nyetablerede Bremerholm, som muligvis var opkaldt efter hanseatiske købmænd eller håndværkere fra Bremen. Som en udbygning på dette ønskede Christian 2. at gøre København til centrum for udenrigshandel, og den fornemste handelsplads ved Østersøen og flyttede derfor hovedstationen for Øresundstolden fra Helsingør til København i 1519. Flytningen til København varede dog kun nogle få år, da tolden flyttede tilbage til Helsingør i 1523. Som yderligere styrkelse af den nederlandske forbindelse lod kongen nederlandske bønder bosætte sig på Amager i 1521. Christian 2.s fokus på København medvirkede til at byen forblev tro med Christian 2., da adelen og Frederik 1. styrtede ham, og udholdte efter hans bortrejse i 1523 en belejring i 8 måneder, inden byen i januar 1524 blev underkastet Frederik 1. Frederik 1. forstærkede derefter byens befæstning betydeligt.

## 1536-1660: Reformation og belejring
Året hvor Danmark under Reformationen skiftede fra den katolske kristendom til den lutheranske indleder denne periode, som ellers er præget af Christian 4.'s byggeiver og talrige krige, primært mod Sverige. I perioden manifesterede København sig som rigets hovedstad idet kongen fik fast bopæl i København i stedet for at hovedstaden er hvor kongen er, i et "rejsekongedømme". Perioden afsluttes med to års belejring af København, indførslen af enevælde og ekstra privilegier til København.
Reformationen, som Martin Luther havde igangsat i 1517, bredte sig langsomt mod Danmark. I 1529 prædikede Hans Tausen reformationen i København, og i 1530 afholdtes en offentlig disput mellem katolikker og protestanter. I 1530 nedlagdes det katolsk-dominerede universitet, og julen samme år brød borgere anført af den kontroversielle borgmester Ambrosius Bogbinder ind i Vor Frue kirke og ødelagde helgenbillederne. De københavnske borgere stillede sig også på reformatorernes side under herredagen i København i 1533 og sluttede sig i 1534 til grev Christoffer af Oldenburg, da han lovede at arbejde for Christian 2.'s genindsættelse som konge. Under Grevens Fejde, som borgerkrigen fra 1534-1536 kaldes, udlevede København i 1535-36, kun 12 år efter den seneste belejring, et helt års belejring med svær hungersnød og anden elendighed, inden byen overgav sig til Christian 3., hvilket afsluttede borgerkrigen. I oktober 1536 afholdtes en rigsdag i København, hvor Reformationen blev fastslået, og i 1537 genoprettedes universitetet.
Indtil 1500-tallet havde kongen og hans følge repræsenteret hovedstaden i et "rejsekongedømme". Sådan fungerede det også i de fleste øvrige europæiske stater. I Danmark ændrede Frederik 2. (1559-1577) dog dette idet han slog sig permanent ned i København.
Under Christian 4. blev København i 1618 først udvidet mod sydøst med anlæggelsen af Christianshavn. Forbindelsen fra Sjællandssiden blev sikret med byggeriet af den første Knippelsbro (dog under navnet Langebro). I første omgang blev Christianshavn planlagt til hjemsted for nederlandske immigranter. Den første udbygning tog dog flere årtier og formålet ændrede sig over tid, så byen blev garnisons- eller bådsmandsby, men endte med at blive en almindelig selvstændig købmands- og håndværkerby. For at styrke forsvarsanlæggene omkring København igangsatte kongen i 1626 byggeriet af Skt. Annæ skanse, der senere blev Kastellet. I 1647 beordrede kongen havnens nordlige udstrækning udvidet til Toldboden syd for Kastellet. Derfra blev der bygget et nyt voldanlæg i en bue frem til Nørreport uden om det nybyggede Rosenborg. Samtidig med udvidelsen skete en modernisering af de eksisterende volde. Med dette nye område, som kaldtes Ny-København, blev Københavns areal næsten dobbelt så stort. Indenfor de nu udvidede volde anlagdes Nyboder sammen med en mængde andre byggerier. Nyboder blev bygget for at huse de mange søfolk, som var nødvendige til at bemande den voksende flåde. Udover Nyboder og Rosenborg beordrede Christian 4. også byggeriet af fx Børsen, Holmens Kirke, Trinitatis Kirke med Rundetårn, Tøjhuset og Kongens Bryghus.
I 1657 indledte Danmark-Norge Første Karl Gustav-krig, som ved Freden i Roskilde i februar 1658 medførte tabet af Skåne, Halland og Blekinge. Dermed kom København til at ligge i udkanten af Danmark og ikke i centrum. I august 1658 indledte Sverige Anden Karl Gustav-krig for at få yderligere landvindinger. København blev hurtigt belejret og områderne udenfor voldene nedbrændt under hærens angreb. Til gengæld for borgernes løfte om at værne byen gav Frederik 3. dem sin forsikring om store privilegier for København som en selvstændig by og borgerskabets ligestilling med adelen. København udlevede nu en langvarig belejring, og 11. februar 1659 blev en svensk storm slået tilbage, og man reddede dermed Danmarks fremtid som selvstændigt rige. Holland og flere andre europæiske lande støttede Danmark og kom bl.a. med fødevarer til København. 27. maj 1660 sluttedes fred med Sverige, og belejringen hævedes efter næsten to år. Danmark-Norge vandt knebent krigen og fik med freden Bornholm og den norske landsdel Trøndelag tilbage.
I september 1660 indkaldte Frederik 3 til et stændermøde i København, hvor byens præste- og borgerskab støttede kongen i at styrte adelsvældet og erstatte det med kongelig enevælde.

## 1660-1814: Befæstning og handel
Denne periode afgrænses af indførslen af enevælden i 1660 og tabet af Norge i 1814. I denne periode hærgedes byen af pest og to bybrande. Mens store dele af Europa er præget af krig oplevede København i den sidste del af perioden et økonomisk boom under den florissante periode. Til sidst i perioden blev Danmark inddraget i Napoleonskrigene hvilket medførte tabet af Norge og afslutningen på den økonomiske opgangstid.
Efter afslutningen af Anden Karl Gustav-krig, og som belønning for at Københavnerne havde støttet kongen, fik København i 1661 sine privilegier stadfæstet, men de havde da stort set mistet deres betydning, netop på grund af enevældens indførelse. Københavns nye kommunalråd (Stadens 32 mænd) bestående af 32 af de mest magtfulde borgere fik ikke stor magt, og det varede længe, inden borgerskabet blev ligestillet med adelen. Den øverste embedsmand fik fra 1660 titel af præsident, hvor den første var Hans Nansen den ældre. Fra 1747 skiftede titlen til at være overpræsident.
Efter belejringen i 1658-1660 besluttedes det at forstærke Københavns forsvarsværker. Man anlagde derfor Kastellet i perioden 1662-63. København var nu kommet op på omkring 25.000 indbyggere, men hærens og flådens mandskab, hoffets personale og embedsmændene udgjorde en betydelig andel. De enevældige danske konger ønskede generelt en centraliseret statsmagt, hvilket betød yderligere styrkelse af København.
I juli 1700 som begyndelse på Den Store Nordiske Krig udstod København et bombardement af en engelsk-hollandsk-svensk flåde uden dog at lide synderlig skade. Landsatte tropper ved Humlebæk og at den dansk-norske hær stod i Jylland førte dog ved Freden i Traventhal til at Danmark-Norge trak sig ud af krigen senere i 1700. I 1709 trådte Danmark-Norge dog ind i krigen igen, som fortsatte til 1720, uden dog at berøre København direkte igen. Bombardementet førte til at man besluttede at udvide Københavns forsvarsanlæg kraftigt.
Midt under krigen hjemsøgtes byen af pest fra juni 1711 til marts 1712, som udryddede omkring 1/3 af befolkningen eller omkring 23.000 personer. Pesten havde allerede vist sig i 1709 hos nogle af Københavns vigtigste samhandelspartnere, hvorfor der var blevet oprettet en karantænestation på Saltholm. Denne var også effektiv i de første år, men i 1711 gik det galt, da pesten spredte sig fra Helsingør. Byen kom sig dog hurtigt over dette og i 1769 skønnedes det at der boede 80.000 i byen.
Nogle år efter krigens afslutning hærgedes København af en brand. Ved branden i 1728 nedbrændte omtrent 40% af København (den vestlige del), 1.670 huse og 5 kirker, under fire dages brand. Mange kulturskatte gik tabt i flammerne og bl.a. den middelalderlige Vor Frue Kirke og universitetsbibliotekets 35.000 bind gik tabt sammen med stiftsarkivet. Byen byggedes dog relativt hurtigt op igen, og i 1731-32 nedrev Christian 6. det gamle Københavns Slot og opførte i stedet (det første) Christiansborg for en sum svarende til mellem halvdelen og to tredjedele af statens indtægter for et år. Inspireret af europæiske ideer blev Frederiksstaden grundlagt i 1748 nord for Kongens Nytorv, med den senere kongelige residens Amalienborg som den flotteste del med dets fire palæer. På pladsen mellem de fire palæer opførtes en rytterstatue af Frederik 5. Rytterstatuen tog kunstneren J.F.S. Saly 14 år at lave og den endte med at koste mere at lave end opførelsen af Amalienborgs fire palæer.
I 1794 brændte Christiansborg, og året efter spredte en brand i flådens lager for kul og tømmer, sydvest for Kongens Nytorv, sig til den vestlige del af byen, og 946 huse brændte. Bybrandene i 1728 og 1795 er en stor del af forklaringen på, hvorfor der kun findes få bygninger i København fra før Christian 4.s tid. Under branden i 1728 brændte fx 47 % af matriklerne i den middelalderlige del af byen.
I sidste fjerdedel af 1700-tallet oplevede København under den florissante periode en enorm opgangstid som følge af Danmarks neutrale stilling i de omfattende krige i Europa og Amerika, primært mellem England og Frankrig. Neutraliteten og en af verdens største flåder gjorde det muligt at opretholde en stor handelsflåde, der tjente enorme profitter hjem til københavnsk baserede købmænd. Udover købmænd fandtes der selvfølgelig personer med mange andre professioner i byen. Ved folketællingen i 1801 opgjortes det fx at ud af ca. 100.000 indbyggere var der ca. 12.000 soldater (med 6.000 medfølgende kvinder), 13.500 tjenestefolk, 5.600 almisselemmer, 9.800 borgerlige, købmænd eller fabrikanter og en masse andre.
Efter at have holdt sig neutral i mange år blev Danmark omkring århundredskiftet inddraget i de europæiske krige. Den 2. april 1801 belejres København under Slaget på Reden af Lord Nelson og den engelske flåde. Et angreb på selve byen blev undgået, men i 1807 vendte den engelske flåde tilbage. Byens blev belejret fra august 1807 og den 2.-5. september udsat for et voldsomt bombardement, hvor omkring 300 bygninger, bl.a. den genopbyggede Vor Frue Kirke, blev ødelagt og 1.600 personer døde. Angrebet skulle forhindre, at den danske flåde blev overgivet til Napoleon. Efter det danske nederlag måtte flåden i stedet afstås til englænderne. Med englændernes ran af flåden var man ikke længere i stand til at beskytte handelsflåden og den florissante periode, med dens profitable handel, der havde gjort København til en af de vigtigste byer i Østersøområdet, var endeligt forbi.
Som konsekvens af englændernes angreb sluttede Danmark sig til Frankrig under Napoleonskrigene. De store omkostninger forbundet hermed bevirkede, at staten reelt gik fallit i 1813. Ligeledes måtte Norge i 1814 afstås til Sverige efter Napoleons nederlag. Tabet af Norge bevirkede at de københavnske købmænd ikke længere havde monopol på handel med korn til Norge. De ugunstige tider, fik bl.a. jøderne skylden for, hvilket udløste en række antijødiske hændelser, herunder den litterære jødefejde i 1813. De ulykkelige hændelser endte dog med at kongen støttede jøderne og det mosaiske trossamfund anerkendtes i 1814 og jøder blev på væsentlige punkter ligestillet med danske borgere. Problemerne for jøderne var dog ikke slut og under Jødefejden 1819-1820 var der nye antisemitiske optøjer.

## 1814-1856: Guldalder og revolution
Havde de foregående 25 år været en materiel glansperiode for København, blev de følgende 25 år desto mere kummerlige og nødtørftige i økonomisk henseende. Tabet af Norge fjernede et stort marked, og tabet af flåden gjorde søhandel besværlig. Dette påvirkede selvsagt de økonomiske forhold i København i en negativ retning. Alligevel er perioden gået over i historien som Den danske guldalder. Dette skyldes, at der i København inden for videnskab, litteratur og kunst var en række udøvere, som gjorde sig bemærkede nationalt og internationalt. Kunstnerne var inspireret af de europæiske strømninger romantikken og nyklassicismen. I Danmark var bevægelsen centreret omkring en række københavnske kunstnere som H.C. Andersen, Søren Kierkegaard, Bertel Thorvaldsen og C.W. Eckersberg. Perioden gav København bygninger som det senere nedbrændte 2. Christiansborg (1828-1884), Vor Frue Kirke (1829) og Thorvaldsens Museum (1848). Perioden varede i Danmark/København til omkring 1848/1864, hvor en række af kunstnerne døde, enevælden blev afskaffet, voldene sløjfet og 2. slesvigske krig markerer et brud med Danmarks stilling i verden.
Efter juli-revolutionen 1830 i Frankrig fremspirede også i København et nyt politisk liv. I første omgang dog kun på kommunalt plan, da København den 1. januar 1840 fik en ny kommunalforfatning. Ved det første valg i 1840 var det dog kun 1,6 % af byens befolkning, der havde stemmeret. På nationalt plan gjorde martsrevolutionen i 1848 – endnu fredeligere end oprørene i 1536 og 1660 – en ende på enevælden. Revolutionens dramatiske højdepunkt var folketoget til Christiansborg, hvor 10.000 mennesker drog mod Christiansborg med krav om et systemskifte. Kongen proklamerede dette, og demonstrationen opløstes fredeligt.
Trafikalt skete der også omvæltninger. I 1820'erne kom hestedrosker til, der i 1841 fik selskab af hesteomnibusser. For dem, der ville ud i landet og havde råd til det, var de hestetrukne postvogne muligheden. Disse blev dog i stor udstrækning udkonkurreret af jernbanerne, der fra 1847 holdt deres indtog på strækningen København - Roskilde. Denne strækning var den anden danske jernbane. Den første var mellem Kiel og Altona, som på det tidspunkt var dansk område. Strækningen havde et stop på Valby Station, primært for at københavnerne kunne tage på søndagsture til Frederiksberg.
Hen imod slutningen af perioden blev det tydeligt, at København var ved at være for lille til det store antal mennesker, der boede inden for voldene. Omfanget indenfor voldene var ikke udvidet synderligt siden Christian 4.'s tid, og befolkningen, som øgedes fra ca. 30.000 i 1650 til 160.000 i 1860, havde derfor været tvunget til at bygge højere og presse sig sammen. Efter en frygtelig koleraepidemi i 1853, der kostede op mod 5.000 menneskeliv, besluttede man endelig at nedlægge de gamle, snærende volde. Militæret havde allerede i 1852 rykket demarkationslinjen tættere på København, fra at have ligget ved Jagtvej, nu skulle være ved Søerne og dermed langs voldene i erkendelsen af, at voldene med udviklingen af langtrækkende kanoner ikke længere kunne forsvare byen. I 1856 ophørte København endeligt med at være en fæstningsby, og Nørreport blev som den første port revet ned samme år og de øvrige tre året efter.

## 1856-1900: Udvidelse og industrialisering
1856 markerede året hvor voldene endelig sløjfes og giver mulighed for en kraftig udvidelse af byen. Byen prægedes i perioden af den internationale industrielle revolution. Mod slutningen af perioden bruges mange ressourcer på at bygge Københavns befæstning som et nyt forsvarsværk.
Voldene omkring København ophørte i 1856 med at være byens grænse, og det blev nu tilladt at bygge permanent, grundmuret byggeri mellem Søerne og Jagtvej, med ophævelsen af demarkationsservitutten. Der lå allerede en del byggeri i området, som Blågård, gartnerier og blegedammene, men som udgangspunkt havde man hidtil ikke måttet bygge grundmuret byggeri, da man i tilfælde af krig og belejring havde skullet kunne rydde området hurtigt. Tilladelsen til grundmuret byggeri i kombination med en meget liberal byggelovgivning førte til et byggeboom i brokvartererne, Nørrebro og Vesterbro (fra 1850'erne), Østerbro (fra 1880'erne), Amagerbro (fra 1890'erne) og Islands Brygge (fra 1905) og en betydelig forøgelse af indbyggertallet. Omkring 1800 boede der cirka 100.000 mennesker i hovedstaden, og omkring 1900 boede der næsten 500.000. Den meget kraftige forøgelse i indbyggertallet fulgtes af en afgrundsdyb forskel mellem de dekorerede facader mod gaden og de mørke baggårde.
I 1867-1871 blev de første byggeforeningshuse bygget på Sverrigsgade på Amager. Byggeforeningshusene var et udslag af et ønske om at forbedre vilkårene for den københavnske arbejder. Indtil omkring år 1900 blev der bygget byggeforeningshuse flere steder, bl.a. ved Sortedams Sø (Kartoffelrækkerne) og ved Svanemøllen (Strandvejskvarteret).
De nye bydele blev meget forskellige. Frederiksberg blev en selvstændig sognekommune i 1857, og samme år blev villakvarteret Rosenvænget på Østerbro grundlagt. Disse to enklaver blev borgerskabets og velhavernes kvarterer, hvor der var natur, lys og luft og for Frederiksbergs vedkommende også landets første zoologiske have. Frederiksberg har beholdt sin autonome status helt op til vore dage. Nørrebro og Vesterbro blev derimod meget tæt bebygget og blev hurtigt arbejdernes bydele. Et nyt kvarter opstod 1861-77 på Gammelholm, efter at Orlogsværftet flyttedes til Nyholm.
Byggeaktiviteten kulminerede i 1880'erne, hvor spekulanten Hellig-Hansen blev et billede på "stuktidens" byggefeber. Hellig-Hansen var også manden, der gav københavnerne nye forlystelser som Dagmarteatret, Cirkusbygningen og National Scala. Han er karikeret i Herman Bangs roman Stuk fra 1887.
Selve voldene forsvandt først sent i århundredet. I 1868 besluttede man at fjerne voldene, og fra 1872 blev de skrå områder foran voldene (glaciserne) omformet til beboelseskvarterer. Det meste af selve voldene blev omdannet til parker – først Ørstedsparken og Botanisk Have, senere Østre Anlæg og den nu forsvundne Aborrepark. Christianshavns volde var de eneste, der ikke blev nedbrudt, mens voldenes omrids stadig i dag (2021) kan genfindes i førnævnte parker og omkring Kastellet. Området mod vest nær Tivoli blev i 1880'erne et forlystelseskvarter. Tivoli var allerede blevet anlagt i 1843 uden for Vesterport. En del nye offentlige institutioner blev anlagt langs de tidligere volde – Polyteknisk Læreanstalt, Københavns Universitets Observatorium, Det tekniske Selskabs Skole og flere nye museer, herunder Statens Museum for Kunst og Geologisk Museum.
Med byens udvidelse ind i først Frederiksberg og senere andre kommuner, var der ikke længere en overordnet ledelse af København, hvilket der ikke har været siden. Ledelserne i de forskellige kommuner og byer der løbende kom til at udgøre København havde ikke nogen officiel politisk observans, da dette ikke var opfundet endnu, men havde som regel rod i det bedre borgerskab. Dette var gældende indtil omkring år 1900 hvor Socialdemokratiet både fik sit landspolitiske gennembrud fra 1895 og sit københavnske gennembrud med overtagelsen af finansborgmesterposten i Københavns Kommune i 1903.
Fra begyndelsen af det 19. århundrede spredte industrialiseringen sig fra det øvrige Europa sig til Danmark og industrialiseringen af Danmark tog for alvor fart i anden halvdel af det 19. århundrede. Industrialiseringen førte jernbaner, industri og øget flytning fra land til by med sig. Den nye grundlov fra 1849 havde ligeledes affødt en række andre love som næringsfrihedsloven og høkerloven, hvilket gav mulighed for et langt friere næringsliv og muliggjorde etablering af nye værkstæder og forretninger. Omkring år 1890 var næsten halvdelen af befolkningen beskæftiget med håndværk og industri, en fjerdedel med handel og transport, 8 % med administration og service og ca. 1 % med landbrug mm. I landet som helhed var fordelingen 46 % i landbrug og 28 % i håndværk og industri. Dette fulgtes ad med en urbanisering, der betød en kraftigt voksende befolkning i hovedstaden. Den voksende befolkning fik fra 1863 mulighed for at benytte hestetrukne sporvogne som bredte sig ud over byen og blev omkring århundredeskiftet elektrificeret, og efterhånden blev sporvognslinjerne drevet af selskabet De kjøbenhavnske Sporveje udvidet til at dække det meste af byen. Befolkningen voksede og passerede i 1870'erne 250.000.
En af de vigtigste drivkræfter i København (og Danmark) for industrialiseringen var fra 1860'erne og frem til 1896 C.F. Tietgen, som var den ledende erhvervsmand i København. Han oprettede med udgangspunkt i sin stilling som direktør for Privatbanken en række selskaber bl.a. Kjøbenhavns Sporvei-Selskab, Det Forenede Dampskibs-Selskab (begge 1866), Det Store Nordiske Telegraf-Selskab, Burmeister & Wain (1871), De Danske Sukkerfabrikker (1872) og Tuborgs Bryggerier (1873). Med disse virksomheder og andre, som Østasiatisk Kompagni, var København blevet hjemsted for en række virksomheder i international målestok.
Tabet af Slesvig og Holsten i 2. slesvigske krig og det deraf følgende fokus på "Hvad udad tabes, skal indad vindes" førte til et fokus på skandinavisme og international profilering af hovedstaden, hvilket bl.a. gav sig udslag i de to store internationale udstillinger: Den nordiske Industri- og Konstudstilling i Kjøbenhavn 1872 og Den Nordiske Industri-, Landbrugs- og Kunstudstilling i Kjøbenhavn 1888. Begge blev afholdt i Tivoli og var støttet af Industriforeningen.
Som erstatning for de nu nedbrudte volde – og på grund af truslen fra et stadigt stærkere Tyskland – vedtog Estrup-regeringen fra 1886 byggeriet af det store befæstningsbyggeri, herunder Vestvolden, der var Danmarks største arbejdsplads, kun senere overgået af Storebæltsforbindelsen. Fæstningsbyggeriet på landjorden stoppede i 1894, men op til under 1. verdenskrig blev søbefæstningen udbygget. Amagersiden fik aldrig en landbefæstning, fordi Christianshavns Vold officielt fungerede som militært anlæg helt frem til 1916, selvom volden for længst havde mistet enhver forsvarskapacitet. Amager havde som erstatning opnået et forsvar i form af nye søforter i øens periferi.

## 1900-1945: Industri og verdenskrige
Denne periode startede med at nye områder blev indlemmet i Københavns kommune og Socialdemokratiets gennembrud med overtagelse af finansborgmesterposten. Perioden var præget af udpræget industrialisering og afsluttedes med besættelsen af Danmark og København.
Omkring århundredeskiftet var København en by under forandring. I 1901-1902 deltes Brønshøj-Rødovre Kommune i to, hvor delen øst for Damhussøen blev udskilt og fusioneret med Københavns Kommune og i dag er bydelene Brønshøj-Husum, Vanløse og Bispebjerg Den nydannede Sundbyernes Kommune på Amager blev ligeledes indlemmet. Derudover blev Vigerslev, Valby og Kongens Enghave Sogne også indlemmet i Københavns Kommune. Hermed tredobledes Københavns Kommunes areal og kommunen kunne nu i højere grad igangsætte nye projekter. Frederiksberg Kommune var nu en enklave i Københavns Kommune. I 1900-01 var der store bebyggelser af Brønshøj, Valby og Sundbyerne. De store byggerier medvirkede til at København rundede 500.000 indbyggere. Opførelsen af store projekter som Frihavnen (åbnet 1894 og senere udvidet), der var et modsvar til Kielerkanalen (gravet 1887-1895) og Hamborgs frihavn (åbnet 1888), Rådhuset (1905), Hovedbanegården (og tilhørende jernbanelinjer til fx Østerport i årene derefter) (1911) og et nyt Christiansborg (det tredje) i 1918 satte sine spor. Der gennemførtes renovering af gadenettet hvor bl.a. Ny Østergade vest for Kongens Nytorv anlagdes med mange nedrivninger til følge. Også jernbanenettet blev udvidet og i 1903 byggedes den første Langebro på den nuværende placering for at forbinde Amager med jernbanenettet. Den første Langebro var bygget i 1690 omtrent hvor den nuværende Lille Langebro ligger i dag og løbende skiftet ud. Den store byggeaktivitet fik dog en opbremsning med bank- og boligkrisen i 1908.
Selvom Danmark og dermed København var neutral og ikke besat under første verdenskrig, 1914-18, opstod der alligevel varemangel, lønnedgang og bolignød samtidig med at de såkaldte "gullaschbaroner" tjente på spekulation og på salg af kødprodukter af tvivlsom kvalitet til de krigsførende parter. Det gjorde kun ondt værre at den spanske syge rasede i 1918 og forårsagede 2.300 dødsfald i København. Boligkrisen i 1908 og den fortsatte tilstrømning af indbyggere til København bevirkede at der blev mangel på egnede boliger hvilket ligeledes medvirkede til en ulmende social uro og politisk opbrud som f.eks. kom til udtryk i stormen på Børsen i 1918 samt en generalstrejke da Christian 10. afsatte Zahle-regeringen i 1920. I krigens kølvand kom også økonomiske kriser som f.eks. Landmandsbankens krak i 1922. Manglen på boliger søgtes bl.a. løst ved dannelsen af AAB i 1912, som skulle bygge gode, billige boliger til arbejderne, og gennem kommunens etablering af barakker og senere egentligt boligbyggeri i 1920'erne og 1930'erne. Kanslergadeforliget i 1933 lukkede de fleste af de urolige elementer ned og der var ikke større opstande i København, som der ellers var andre steder i de europæiske storbyer.
Københavns kommunes store udvidelse i 1901, hvor kommunen selv ejede en stor del af jorden, sikrede at kommunen havde stor kontrol med hvordan og i hvilken rækkefølge, der blev bygget. Samtidig blev visse områder belagt med tilbagekøbsklausuler, også af hensyn til byplanlægning. Begge dele skulle vise sig at give kommunen udstrakt kontrol med infrastruktur og planlægning i mellem- og efterkrigstiden. Store nye boligområder på Amager og i Nordvestkvarteret voksede op og efterhånden blev disse til forstæder. I takt med at Københavns Kommune blev fuldt udbygget begyndte de omkringliggende kommuner også at blive fuldt bebyggede og i 1930'erne havde byen udvidet sig, så de gamle landsbyer omkring København som Valby, Herlev, Gladsaxe, Gentofte og Bagsværd m.fl. nu var en del af København.
Veje og transportmuligheder skulle følge med udvidelsen af København. Jernbanen blev udvidet med boulevardbanen mellem København H og Østerport St. i 1917 og til transport ud af byen blev lufthavnen indviet i 1925. Langebro måtte udskiftes i 1930 på grund af den tiltagende bilisme. Bl.a. for at sikre effektiv transport i hele byen var det også nødvendigt med kollektiv trafik og i 1934 åbnede de første S-togslinjer til de indre forstæder. Befolkningstallet fulgte med og i 1930'erne passeredes 800.000 indbyggere.
Efter en beskeden start i 1870'erne, hvor statsmagten forsøgte at nedkæmpe arbejderbevægelsen, bl.a. ved Slaget på Fælleden i 1872, fik arbejderbevægelsen sit gennembrud omkring år 1900, hvor finansborgmesterposten i Københavns Kommune i 1903 blev overtaget af fagforeningsmanden Jens Jensen. Fra 1917 havde Socialdemokratiet flertal i Københavns Kommunes styrelse. En position Socialdemokratiet sammen med andre venstreorienterede partier, som Kommunistpartiet og SF, har fastholdt siden. Dette flertal medførte et øget fokus på bl.a. offentlig forsorg, kommunalt boligbyggeri og grønne områder. Det social- og sundhedspolitiske program, inkluderede bl.a. anlæggelsen af Fælledparken og andre parker, mens boligprogrammet bl.a., som følge af boligkriserne i 1908 og 1916, fokuserede på at bygge boliger, der ikke var påvirket af byggespekulation.
I 1938 blev Københavns Kommunes styre endeligt fuldt demokratiseret, hvorved Borgerrepræsentationen fik tillagt enerådig beslutningskompetence, mens Magistraten fik den administrative myndighed og blev reduceret til forvaltningsapparat under de respektive borgmestre og en overborgmester.
Under 2. verdenskrig var København ligesom resten af Danmark besat af de tyske tropper fra 9. april 1940 indtil befrielsen 5. maj 1945. Tyskernes greb blev strammere i løbet af besættelsen, og efter uroligheder og den engelske bombning af B&W indførtes der forsamlingsforbud og afvæbning af militæret fra august 1943 (Operation Safari). Det kom til kamphandlinger med danske dræbte flere steder, og flåden på Holmen blev forsøgt sænket, før den faldt i tyskernes hænder. I juni 1944 udførte BOPA en stor aktion mod Riffelsyndikatet som medførte store skader. Tyskerne svarede igen med schalburgtage-sprængninger bl.a. i Tivoli og efterfølgende blev et antal modstandsfolk henrettet; derefter opstod der en omfattende generalstrejke som fik tyskerne til at indføre spærretid og lukke for el, gas og vand. Efter nogle dage gav tyskerne efter og gik med til at nedtone Schalburgkorpsets tilstedeværelse i gaderne.
Flere bygninger blev under besættelsen ødelagt, enten ved sabotage eller ved angreb fra de allierede styrker. Heriblandt Shellhuset, der var hovedkvarter for Gestapo, som den 21. marts 1945 blev bombet af britiske fly. Under dette angreb blev Den Franske Skole på Frederiksberg ved en fejl også ramt, hvorved mange børn blev dræbt. Mange industribygninger i København blev også sprængt i luften af den danske modstandsbevægelse.

## 1945-1992: Industriafvikling og krise
Befrielsen kom i 1945, og ligesom i resten af Danmark var der et retsopgør med de personer, der havde samarbejdet med besættelsesmagten. Christian 10., som havde været i et samlingspunkt under besættelsen, døde i 1947. Man opstillede ligeledes en rytterstatue af den afdøde konge på Sankt Annæ Plads. Efter krigen kom den frie varetilførsel tilbage, og der blev nu lettere adgang til eksotiske varer som nylonstrømper, bananer og fjernsyn.
Byudviklingen blev overvejet og mundede ud i "fingerplanen" fra 1947 som blev brugt til planlægning af bl.a. den offentlige trafik. Ideen med fingerplanen var at byudviklingen primært skulle foregå langs s-togslinjerne med grønne områder imellem s-togs"fingrene". I takt med at bilen blev mere udbredt, blev ideen om et København bygget op omkring fingerplanens ideer om den kollektive S-togstrafik til at blive udvandet. Nogle forstæder voksede op væk fra S-togsnettet. I 1960'erne syntes udviklingen i Københavns Kommune at være gået nærmest i stå, mens man i forstadskommunerne byggede på livet løs. Gladsaxe Kommune under Erhard Jakobsen og Albertslund er eksempler på denne udvikling i Københavns forstæder. Også mod vest skete der store udvidelser af byen og landsbyer som Glostrup og Brøndbyøster blev nu også en del af København. Den stigende bilisme medførte også at Langebro ikke kunne klare trafikken og måtte udbygges i 1953. Ligeledes blev flere af indfaldsvejene mod de centrale dele af København omdannet til motorveje. Fra 1968 blev motorring 3 løbende taget i brug. Delvist som konsekvens af den øgede bilisme blev sporvognene nedlagt i 1972 og erstattet med busser.
I løbet af 1950'erne begyndte turismen at vinde frem i København og der blev bygget hoteller og satset mere på gæsterne. Byens silhuet begyndte at ændre sig med højhuse, hvor Bellahøjs Tårnhuse fra 1950 var nogle af de første, og Arne Jacobsens SAS Royal Hotel fra 1960 et af de mest markante. Gågaderne begyndte at vinde frem og Strøget blev omdannet i 1962. Det var i det hele taget gode tider med stigende købekraft og næsten fuld beskæftigelse, men samtidig med begyndende oprør, som for alvor kom til udtryk ved utallige demonstrationer mod Vietnamkrigen, atomkraft, NATO og Verdensbanken. BZ-bevægelsen satte sit præg på perioden fra starten af 1970'erne med kampen om Byggeren og med besættelsen af Bådsmandsstræde Kaserne på Christianshavn i 1971 og oprettelse af Fristaden Christiania. En gruppe brugere tilknyttet denne bevægelse blev i 1982 overdraget brugsretten til Folkets Hus (Ungdomshuset) på Jagtvej 69, hvorfra der udgik en række både voldelige og ikke-voldelige demonstrationer.
I 1950'erne lavede indbyggertallet i København en lokal top med lige under 1 mio. indbyggere. Op gennem de næste årtier faldt indbyggertallet efterhånden som baggårde blev ryddet og forstæder bygget. I 1960'erne inviterede Danmark de første fremmedarbejdere til landet, hvoraf en del bosatte sig i København. Især områderne Nørrebro/Nordvest og ved S-togets stationer langs sydkysten, som Greve og Brøndby Strand var populære områder for bosættelse.
Velstand blev i 1970'erne afløst af krise udløst af oliekrisen i 1973. København og Vesteuropa var ikke gearet til at håndtere dette og de øgede omkostninger og den mindskede eksport ramte hovedstaden i form af nye og voksende sociale problemer, bl.a. høj ungdomsarbejdsløshed, narkotikamisbrug og lavkonjunktur. København måtte derfor låne penge i udlandet. Landspolitisk forsøgte man sig med et stop for indvandring, men der kom stadig mange nye indvandrere ved familiesammenføring og af andre grunde. Samtidig stagnerede det private byggeri, og periodens væsentligste byggeri var derfor det sociale boligbyggeri, der bl.a. rejste sig på Indre Nørrebro, der gennemgik en omfattende og kontroversiel sanering. Den første større sanering var allerede foregået i 1940'erne og 50'erne, hvor hele området mellem Frederiksstaden og Kongens Have var blevet ryddet og bebygget med modernistisk byggeri. I samme periode blev det tidligere banegårdsterræn mellem Vesterport Station og Sankt Jørgens Sø bebygget.
Krisen fortsatte op gennem firserne og også København blev ramt af kartoffelkuren, som skulle rette op på statsfinanserne. Københavns Kommune nærmede sig i denne periode fallittens rand, fordi børnefamilier og de gode skatteborgere flyttede til forstæderne, mens personer på overførselsindkomst og med sociale behov forblev i byen.

## 1992 og frem: Nybyggeri og vidensby
Forskellige tiltag for at sparke liv i byggeriet blev forsøgt, og Folketinget vedtog i 1992 loven om den nye satellitby Ørestad og anlæggelsen af Københavns Metro. I 1990'erne kom der gang i byggeriet igen, og kommunen kom gradvist på fode igen, så den ved udgangen af årtiet var økonomisk sund. I samme årti, som en del af finansieringen af genopretningen afhændede kommunen sine 19.000 lejeboliger, der for manges vedkommende blev omdannet til andelsboliger. Da byen var europæisk kulturby under navnet Kulturby 96, var de gode tider allerede på vej tilbage. Dette var også årtiet, hvor Vesterbro blev saneret; vel at mærke på en meget mere nænsom og bevarende måde end de tidligere saneringer i Indre by og på Nørrebro. Bydelen blev dog efter flere iagttageres mening dog alligevel genstand for gentrificering.
Udflytningen af industrien til forstæderne og udlandet bevirkede at havneaktiviteterne i Københavns Havn var aftagende, og havnen var nu ejer af store tomme arealer langs vandet. Områderne ved Amerika Plads og Kalvebod Brygge var nogle af de første arealer, der blev bebygget med nye kontor- og beboelsesejendomme, hvilket afgørende ændrede byens profil mod havnen. Senere indgik selskabet i en større fusion med bl.a. Ørestadsselskabet, hvor de primære aktiver var en række byggearealer, blev samlet i samme selskab under navnet By & Havn. Flere af de bebyggede områder er blevet kritiseret for at være kedelige og mangle liv, især Kalvebod Brygge og Ørestaden har været udsat for denne kritik. Andre af By & Havns bebyggelser har været udsat for kritik grundet inddragelsen af naturarealer, bl.a. blev By & Havn/kommunen tvunget til at flytte byggeri væk fra strandengen ved Sundby Station grundet folkelig modstand. Udover By og Havns byggerier var der også andre store byggerier i perioden, hvor de største var Øresundsbroen og Cityringen. Øresundsbroen blev åbnet i 2000, hvilket blev begyndelsen på større integration i Øresundsregionen. I begyndelsen var der lidt udfordringer og især beskatning blev diskuteret. Cityringen åbnede i 2019 efter ti års anlægsarbejde.
Bevægelsen omkring Ungdomshuset på Jagtvej gav også i denne periode anledning til uro. I 2007 ønskede en ny ejer (Faderhuset) at tage sin ejendom i besiddelse og politiet ryddede huset. Dette medførte voldsomme uroligheder, hvilket ikke var set lignende siden urolighederne den 18. maj 1993 i forbindelse med en EU-afstemning. Efter en del politisk debat lovede overborgmester Ritt Bjerregaard at lave et nyt hus til de unge. Denne beslutning blev stærkt kritiseret. Efter etableringen af det nye hus ebbede demonstrationerne langsomt ud, og nogle år senere holdt de helt op. I 2008-2012 var der flere opgør mellem diverse kriminelle grupperinger, hvor unge indvandrere og rockere stod på hver sin side i hvad, der blev kaldt Bandekrigen.
Boligmarkedet i byen var i perioden ca. 2005-2007 præget af en boligboble, som bl.a. skyldtes nem adgang til billig kapital, den delvise fastfrysning af ejendomsskatten og at København efterhånden kom sig over de forudgående års krise. Dette stoppede, som i resten af Danmark, i 2007, hvilket efterfulgtes af et markant fald fra 2007 til 2009. Markedet har siden 2009 været præget af stigende priser og i København ligger priserne i dag (2021) højere end toppen 15 år tidligere. I starten af perioden blev det ligeledes muligt at vurdere andelsboliger efter markedspris. Dette åbnede delvist det ellers lukkede andelsboligmarked op, og andelsboliger omsættes nu oftest i fri handel i stedet for gennem lukkede lister og nogle gange penge under bordet. Grundet de stigende boligpriser var der i perioden meget diskussion, om især politibetjente og sygeplejersker havde råd til at bosætte sig i København. I 2019-2021 var der igen store prisstigninger og nogle politikere talte om yderligere begrænsninger i mulighederne for låneoptagelse, mens andre talte om at det ikke var nødvendigt.
Det københavnske arbejdsmarked var i denne periode ligesom resten af landet delt ca. halvt/halvt mellem privat og offentligt ansatte. Den største arbejdsgiver i byen var Københavns kommune med omkring 50.000 ansatte. I alt udgjorde offentlige og private tjenesteydelser i 2006 38 % af de beskæftigede, herudover finansiering mv. på 21 %, mens beskæftigelsen i industrien i de foregående 100 år er faldet fra ca. 50 % til ca. 10 %. Militæret er stort set ikke til stede i byen længere med andet end administration. Omkring årtusindeskiftet rundede København 1 mio. indbyggere.
I 2020-2022 var København, ligesom resten af Danmark og resten af verden ramt af Coronaviruspandemien. Særligt i vintrene var skoler og arbejdspladser lukkede og myndighederne lukkede forlystelseslivet ned. På trods af nedlukninger og vaccinationer oplevede befolkningen over 75 år en overdødelighed.
I 2022 stod meget af Københavns nye bydel Ørestad færdig og byggeriet i det næste store område i Nordhavn blev påbegyndt. En række andre områder som Islands Brygge Syd, Teglholmen, Jernbanebyen, Carlsbergs Vores By, Irmabyen, Rødovre Port, Postbyen og forskellige andre byomdannelser i København blev igangsat. Hvis planerne om at indvinde land i hhv. det centrale København med Lynetteholmen og i den sydvestlige del med en række kunstige øer ved Avedøre Holme gennemføres kan det blive nogle af de største københavnske byudvidelser nogensinde..
Byen blev i 2010'erne og 2020'erne flere gange kåret som en af de bedste byer i verden at leve i.

### Hjemmesider
- Københavns Bibliotekers oversigt over links, kilder, bibliografier mm. Arkiveret 4. december 2021 hos  Wayback Machine på bibliotek.kk.dk
- Selskabet for Københavns Historie på kobenhavnshistorie.dk - Læst 2021-12-04
- Kilder til Københavns historie, online samling af ældre litteratur om København på eremit.dk - Læst 2021-12-04

### Væsentligste oversigtsværker om emnet
- Svend Cedergreen Bech (red.), Københavns historie gennem 800 år, København: P. Haase & Søns Forlag 1967.
- Svend Cedergreen Bech, m.fl. (red.), "Københavns Historie" i 6 bind, udgivet på Gyldendal fra 1980-1983. ISBN 87-01-51541-1
- Bo Bramsen (red.), København før og nu – og aldrig, 13 bd., København: Palle Fogtdal 1987-1993.
- Lund, Hakon (1987). "Bind 1: Slotsholmen".  I Bramsen, Bo (red.). København, før og nu - og aldrig. København: Palle Fogtdal. ISBN 87-7807-720-6.
- Engsig, Kirsten (2002), Turen går til København (5. udgave), Politikens forlag, ISBN 87-567-6398-0
- Jens Fleischer, København. Kulturhistorisk opslagsbog med turforslag, København: Politikens Forlag 1985. ISBN 87-567-3904-4 og ISBN 87-567-3718-1 Delvist tilgængelig online Arkiveret 22. oktober 2010 hos  Wayback Machine
- Karl-Erik Frandsen, Kongens og folkets København – gennem 800 år. Brikker til en mosaik, Forlaget Skippershoved 1996. ISBN 87-89224-27-2
- Erik Kjersgaard, Svend Cedergreen Bech (red.): Københavns Historie, 1. bind. ISBN 87-01-52551-4
- Nordisk familjebok, 1904-1926 - Læst 3. marts 2018
- Frederik Zachariae, Før og Nu. Historisk, topografisk Tidsskrift, 1915-23.
- Ørestadsselskabet og Københavns Bymuseum: Arkæologien i Metroens spor, ISBN 87-90143-15-9

### Øvrig litteratur i udvalg
- H. U. Ramsing (1940): Københavns Historie og Topografi i Middelalderen. Munksgaard
  - Bind 1: Københavnsegnens Tilblivelse og tidligste Bebyggelse; Københavns Historie
  - Bind 2: Københavns Hus; Byens Kirker og Klostre; Byens Styre og Forvaltning; Tidsbilleder
  - Bind 3: Byens Befæstning; Bygninger og Anlæg i Byen; Byens Grunde
- Steen Eiler Rasmussen (1969): København – Et bysamfunds særpræg og udvikling gennem tiderne. Gads Forlag, 322 sider, ISBN 87-12-76673-9
- Hanne Fabricius (2021): Københavns forunderlige historie. Turbine, 342 sider, ISBN 978-87-406-7233-6